# Villa de Guadalupe, Frontera Comalapa
Villa de Guadalupe är en ort i Mexiko.   Den ligger i kommunen Frontera Comalapa och delstaten Chiapas, i den sydöstra delen av landet, 800 km sydost om huvudstaden Mexico City. Villa de Guadalupe ligger 713 meter över havet och antalet invånare är 163.
Terrängen runt Villa de Guadalupe är platt åt nordost, men åt sydväst är den kuperad. Runt Villa de Guadalupe är det ganska tätbefolkat, med 90 invånare per kvadratkilometer. Närmaste större samhälle är Doctor Rodulfo Figueroa, 12,2 km öster om Villa de Guadalupe. I omgivningarna runt Villa de Guadalupe växer huvudsakligen savannskog.